# Derby Kielc w piłce nożnej
Derby Kielc – mecze piłkarskie, w których spotykały się drużyny Korony Kielce i Błękitnych Kielce. Po raz pierwszy pojedynek pomiędzy tymi zespołami odbył się w 1973 roku w kieleckiej klasie wojewódzkiej, a ostatnie spotkania rozegrane zostały w sezonie 1996/1997 w III lidze. W derbach Kielc rywalizowały także inne drużyny (pierwszymi powojennymi derbami miasta był mecz pomiędzy Tęczą Kielce a Gwardią Kielce w 1946 roku), jednak spotkania te rozgrywane były w niższych ligach.

## Historia spotkań
Mecze derbowe pomiędzy tymi zespołami rozgrywane były w II i III lidze. Na drugim poziomie rozgrywek drużyny po raz pierwszy spotkały się w sezonie 1982/1983, kiedy to w rundzie jesiennej lepsi okazali się Błękitni, wygrywając u siebie w obecności 10 tys. widzów 1:0 po golu strzelonym przez Marka Gniadego w drugiej połowie. Wiosną Korona pokonała lokalnego rywala 2:1, dzięki bramkom zdobytym przez Andrzeja Molendę i Leszka Wójcika. Kolejne spotkania w drugiej lidze odbywały się przez następne trzy lata, a najczęstszym ich wynikiem był remis. Po raz kolejny oba kluby spotkały się w 1991 roku – mecz zakończył się zwycięstwem Błękitnych 2:0 po golach strzelonych przez Wiesława Szwajewskiego i Jarosława Zająca. W ostatnich trzech derbowych pojedynkach na drugim szczeblu rozgrywkowym dwukrotnie wygrali piłkarze Błękitnych, a raz gracze Korony.
W III lidze oba kluby spotykały się w 14 spotkaniach. Lepszy bilans meczów bezpośrednich ma Korona, która wygrała z Błękitnymi osiem razy, przy trzech porażkach i remisach. Po raz ostatni drużyny grały ze sobą w sezonie 1996/1997. 31 marca 2000 Błękitni zostali zlikwidowani, a następnie na ich bazie oraz drużynie Korona Kielce powstał zespół, który przyjął nazwę Kielecki Klub Piłkarski Korona Kielce.
Przez kilkanaście lat rozgrywane były także zimowe derby Kielc. Po raz pierwszy odbyły się 19 stycznia 1975 roku na stadionie Błękitnych i zakończyły się zwycięstwem gospodarzy po serii rzutów karnych. Spotkania toczone w przerwie pomiędzy rundami jesienną i wiosenną cieszyły się dużym zainteresowaniem wśród kibiców. Nie sprzedawano na nie biletów, lecz zbierano w ich trakcie datki, które następnie przekazywano wychowankom kieleckiego domu dziecka.

## Statystyki
| Wszystkie mecze |                   |        |                       |
| Mecze           | Zwycięstwa Korony | Remisy | Zwycięstwa Błękitnych |
| 26              | 12                | 7      | 7                     |